# Banu 'Adi
I Banū ʿAdī b. Luʾayy (in arabo ﺑﻨﻮ ﻋﺪﻱ بن لؤي‎?) b. Ghālib b. Fihr b. Mālik b. Naḍr b. Kināna b. Khuzayma b. Mudrika b. al-Yās b. Muḍar b. Nizār b. Maʿadd b. ʿAdnān erano un clan della tribù meccana dei B. Quraysh.
Di essi faceva parte il secondo Califfo "ortodosso", ʿUmar ibn al-Khaṭṭāb.

## Personaggi di spicco
Tra gli altri uomini maggiormente rappresentativi del clan troviamo:
- Zayd b. al-Khaṭṭāb (m. 632), Compagno di Maometto e fratello di ʿUmar.
- Sa'id ibn Zayd, (m. 671) Compagno di Maometto.
- Zayd b. ʿAmr b. Nufayl, (m. 605) monoteista (ḥanīf) coreiscita che visse a Mecca prima dell'islam, e padre di Saʿīd b. Zayd